# Coleophora peribenanderi
Coleophora peribenanderi é uma espécie de mariposa do gênero Coleophora pertencente à família Coleophoridae.